# AtGames
AtGames Cloud Holdings Inc. (anteriormente conocida como  AtGames Digital Media Inc. ) es un fabricante de videojuegos y videoconsolas, estadounidense, conocido por su serie de consolas pug and play Flashback y por la creación de la salas de recreativas interconectadas.
 Desde 2011, han producido y comercializado videoconsolas plug and play con licencia de Atari , Atari Flashback. Además, AtGames ha producido las consolas ColecoVision e Intellivision Flashback, y ha trabajado con Sega en múltiples consolas portátiles y sobremesa.

## Historia
En agosto del año 2014, GameFly anunció en su sitio web que la empresa AtGames adquirió su servicio de distribución de juegos en línea. AtGames relanzó el servicio con el nombre de Direct2Drive a finales de 2014. En diciembre de 2014, AtGames compró la propiedad intelectual a Calxeda a través de su subsidiaria Silver Lining Systems, y usaría la tecnología adquirida para crear interconexiones para servidores con tecnología A1100 a partir de enero de 2016.

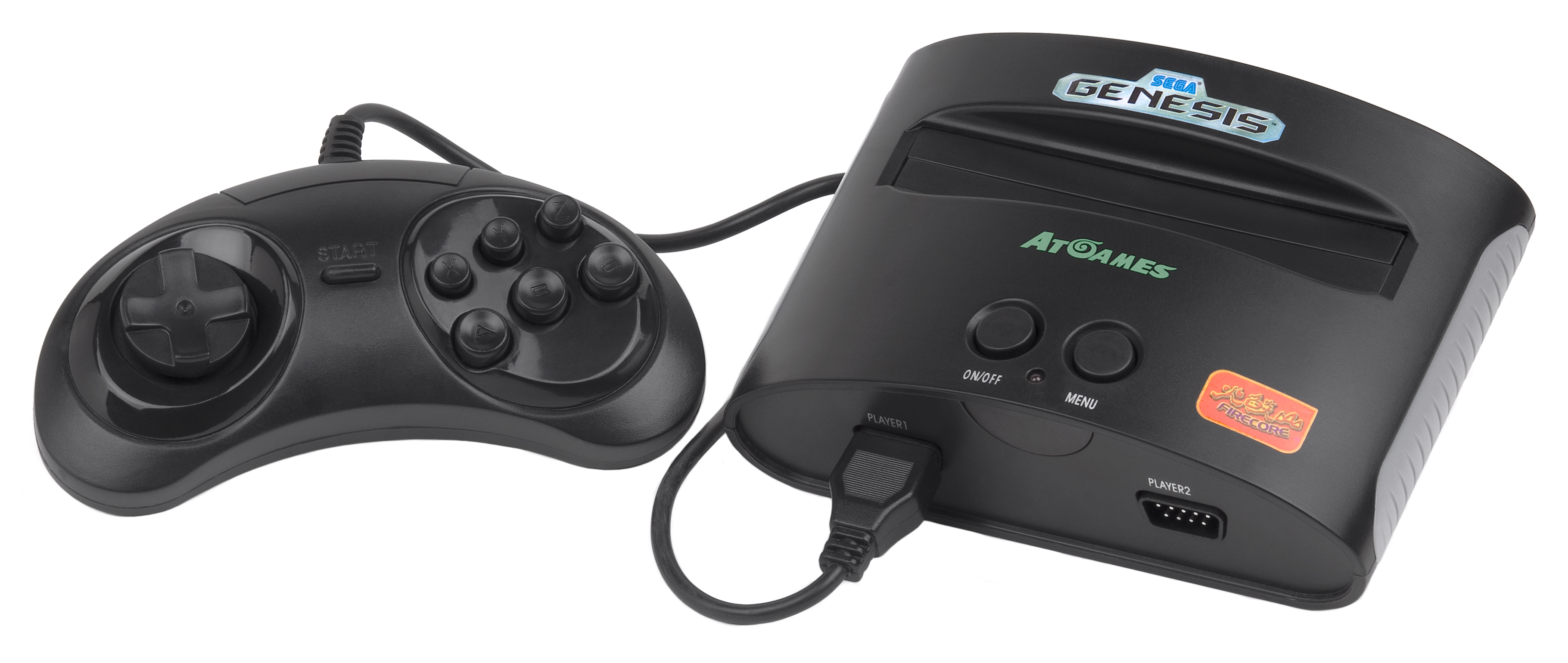
Consola Fire-core

En agosto de 2019, AtGames adquirió la participación en regalías adeudada a General Computer Corporation (GCC) por el juego y el personaje de Ms. Pac-Man.
En enero de 2020, AtGames anunció una colaboración con la subsidiaria de Square Enix, Taito.
En junio de 2020, AtGames anunció una colaboración con FarSight Studios para las 22 máquinas de pinball de Gottlieb compiladas en el juego Pinball Arcade se trasladarían a la máquina recreativa AtGames Legends Pinball (ALP).[cita requerida] Desde entonces, AtGames ha continuado la marca de compilaciones de arcade "Legends" con consolas incrustadas dentro controles arcade y recreativas completas como (Legends Gamer, Legends Core y Legends Core Max), así como su AtGames Legends Ultimate Mini (ALU Mini) y, más recientemente, el AtGames Legends Pinball Micro (ALP Micro). Una versión en miniatura del ALP de tamaño real.
AtGames amplio las capacidades de esas arcades lanzando accesorios, como el QuadPlay, un arcade stick para cuatro jugadores para la ALU. AtGames también se ha asociado con Magic Pixel Studios para trasladar sus mesas de pinball digitales Zaccaria, así como para desarrollar nuevas mesas de pinball tomadas de varias propiedades intelectuales.[cita requerida]

## Productos

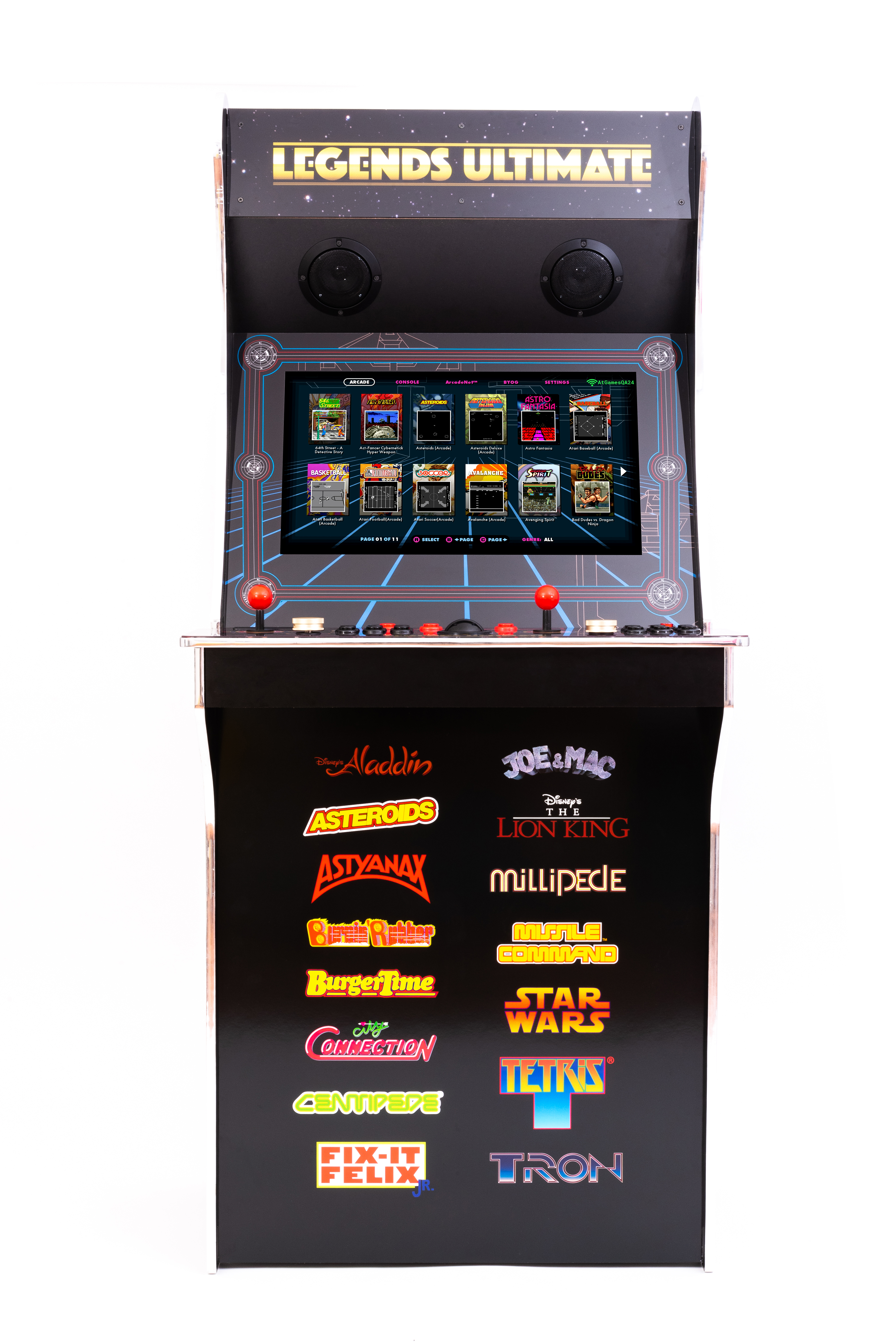
AtGames Legends Ultimate Arcade

A partir de 2018, AtGames lanzó los adaptadores HDMI llamados "Mini Console Sticks", que solo se conecta un HDMI que incluyen controles inalámbricos similares con forma de Sega Genesis, conocidos como "Flashback Blast!". contiene múltiples juegos de diferentes compañías, como Bandai Namco, Atari y Taito. A partir de 2019, las consolas incluyeron juegos de Disney, incluidos Tron, El libro de la selva, El rey león y juegos de Star Wars.
En noviembre de 2019, AtGames lanzó una serie de máquinas arcade Legends Ultimate con pantallas HD de 66 pulgadas de alto, con 350 juegos licenciados de arcade integrado. En diciembre de 2019, AtGames anunció su servicio ArcadeNet, que ofrece juegos en la nube, descarga y compra en la plataforma arcadeNET.
El 31 de agosto de 2020, AtGames anunció Legends Ultimate 1.1, con una biblioteca de 300 títulos arcade de Atari, Data East, Jaleco, The Tetris Company y Disney.
En septiembre de 2020, AtGames anunció la serie de consolas Legends Gamer que constaba de un arcade stick inalámbricos, además de las consolas Legends Gamer Mini y Legends Gamer Pro. Legends Gamer Mini incluye 100 juegos clásicos de arcade y de consolas, mientras que Legends Gamer y Legends Gamer Pro incluyen 150 juegos clásicos de arcade y de consolas, incluidos títulos de Disney, Taito y The Tetris Company.

## controversias
En 2018, AtGames envió una ROM incorrecta a los periodistas de la consola plug-and-play Bandai Namco Flashback. contenía una ROM con juegos arcade, mientras que la versión para tiendas contenía ports de NES, que eran versiones deficientes y no coincidían con las entregadas periodistas.
La cadena farmacias estadounidense Walgreens demandó a AtGames en el año 2019 por incumplimientos de contratos. La demanda alega que AtGames debía 1,62 millones de dólares por productos no vendidos y devueltos.
En 2019, AtGames adquirió las regalías adeudadas a GCC. AtGames se había acercado en un inicio a los dueños de GCC para solicitar una licencia de uso para los juegos de Ms. Pac-Man para uso en productos. posteriormente Bandai Namco demando a AtGames alegando que AtGames se presentó falsamente como autorizado para fabricar productos de Ms. Pac-Man y creó mini-gabinetes de Ms. Pac-Man bajo esas afirmaciones. La demanda también alegó competencia desleal, publicidad falsa y violación de derechos de autor. El caso fue finalmente desestimado el 27 de octubre de 2020.
A partir del lanzamiento de Pac-Land en los Arcade Archives en 2022, el personaje de Ms. Pac-Man fue eliminado de todos los juegos en los que aparecía ms pac-man y los próximos lanzamientos Pac-Man sustituyéndola con Pac-mom.